# Saulgrub
Saulgrub è un comune tedesco di 1 692 abitanti, situato nel land della Baviera.